# Тихвинка (река)
Ти́хвинка (фин. Tihvinänjoki) — река в России, протекает по территории Бокситогорского и Тихвинского районов Ленинградской области. Правый приток реки Сяси (бассейн Ладожского озера).

## География и гидрология

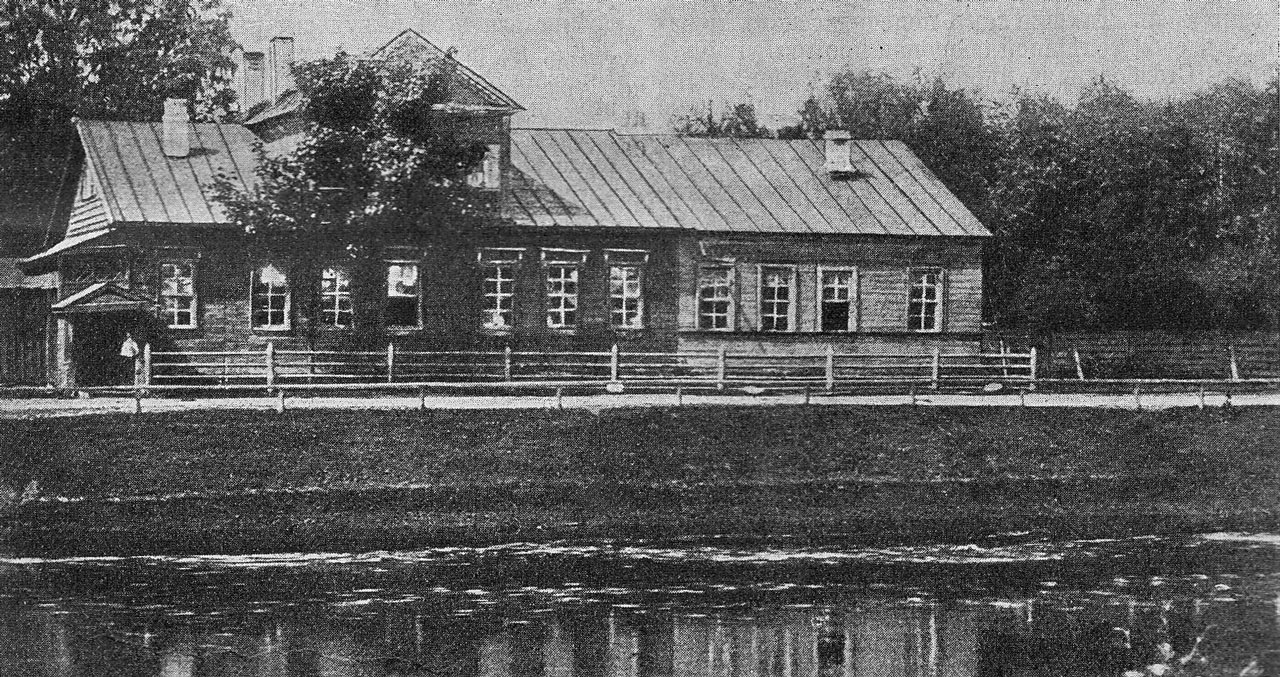
Достопримечательность на берегу Тихвинки: дом в Тихвине, где родился композитор Н. А. Римский-Корсаков

Длина реки — 144 км, площадь водосборного бассейна — 2140 км². Тихвинка берёт начало из озера Еглино и входит в состав Тихвинской водной системы, имеет множество порогов, гряд и мелей, вследствие чего русло в некоторых местах было выправлено и снабжено 48 шлюзами, многие из которых ныне не действуют и разрушились.
Питание смешанное, с преобладанием снегового. В 16 км от устья средний расход воды 19,7 м³/с. Замерзает в середине ноября — начале января, вскрывается в апреле — начале мая.
На реке расположен город Тихвин и Тихвинский Успенский мужской монастырь.
Тихвинка имеет ряд притоков:
- 17 км: река Шомушка
- 47 км: река Рыбежка
- 64 км: река Дымка
- 65 км: река Рядань
- 135 км: река Угница

Также в неё впадают ручьи на: 39 км Таборы, а на 97 км Любач.

## Данные водного реестра
По данным государственного водного реестра России относится к Балтийскому бассейновому округу, водохозяйственный участок реки — Сясь, речной подбассейн реки — Нева и реки бассейна Ладожского озера (без подбассейна Свирь и Волхов, российская часть бассейнов). Относится к речному бассейну реки Нева (включая бассейны рек Онежского и Ладожского озера).